# Адриан Асенов
Адриан Асенов е български политик, областен координатор на ПП АТАКА за Северозападна България, председател на Контролния сбор на партията.

## Биография
Адриан Асенов е роден през 27 октомври 1973 г. в Козлодуй. Завършва средно специално образование по ядрена енергетика. Баща му е фелдшер, а майка му – учителка. От 13 години работи като сменен оператор в АЕЦ „Козлодуй“.
На парламентарните избори в България през 2013 година е водач на листата на ПП АТАКА в 12 МИР Монтана.